# Maanselkävaara
Maanselkävaara är en kulle i Finland. Den ligger i Enontekis i landskapet Lappland, i den norra delen av landet, 900 km norr om huvudstaden Helsingfors. Toppen på Maanselkävaara är 405 meter över havet.
Terrängen runt Maanselkävaara är platt.  Trakten runt Maanselkävaara är nära nog obefolkad, med mindre än två invånare per kvadratkilometer. Omgivningarna runt Maanselkävaara är i huvudsak ett öppet busklandskap.